# Giudizio (diritto)
Il giudizio è una decisione - detta provvedimento giurisdizionale - emessa da un organo giurisdizionale in merito all'applicazione o l'interpretazione giuridica di una legge.

## Storia
Nell'antichità il giudizio - risultato finale dell'amministrazione della giustizia - era emesso dal re o dal capo della comunità ed era basato su una combinazione di saggezza e usi e costumi, interesse per l'autorità e/o per la comunità, applicabilità della sentenza.
Nel tempo si affermò sempre più l'emissione del giudizio sulla base di leggi scritte che sostituirono gradualmente le tradizioni orali e l'arbitrio dei giudici.

## Descrizione
Trattandosi di un comportamento umano che coinvolge gli interessi e la vita delle persone è spesso soggetto ad essere fallace e - quasi sempre - oggetto di valutazioni contrastanti sulla sua validità a seconda degli interessi in causa.
Viene generalmente emesso dal giudice, ovvero colui che è chiamato dalla collettività o posto dall'autorità a giudicare, esprimere un parere o sentenza.